# 法国国家投资银行
法国国家投资银行（法語：Bpifrance）是法国的一家公共投资银行，2012年由 Oséo、法国战略投资基金、法国存托银行企业部门合并而成。银行主要通过国家和地区的政策支持中小企业、中等规模企业和创新企业。
银行由法国存托银行的领导层领导，行长为尼古拉·杜福尔克。
银行总部设在迈松阿尔福。
银行并非一家商业银行，而是一家政策性银行。银行资金由一般来源于私人财政市场。银行资本由法国存托银行、法国政府和其他公司持有。